# Josué Pineda
Josué Pineda (Chalchuapa, 1985) es un artista, productor musical, compositor y consultor musical mejor conocido por su trabajo con Marcos Vidal, Tom Brooks y Héctor Hermosillo.Pineda ganó el Latin Grammy a Mejor Álbum de Música Cristiana en el 2016.

## Biografía y carrera
Pineda nació en Chalchuapa, departamento de Santa Ana, El Salvador. A los 13 años empezó a trabajar como asistente en un estudio de grabación. Su interés en la música lo llevó a grabar y producir de manera empírica bandas locales. A la edad de 15 años dejó de trabajar en el estudio e inició sus estudios en la Universidad de El Salvador.
A los 21 años se mudó a Los Ángeles, persiguiendo una carrera en la música. En un inicio, tocaba guitarra y bajo en iglesias locales, hasta que en el 2008 se unió a la Catedral de Cristal como artista y director musical. Allí conoció a Héctor Hermosillo. En el 2012 se inscribió en Hope University para estudiar producción musical y empezó a producir álbumes junto a Tom Brooks. Uno de esos fue "25 Años" de Marcos Vidal.
En el 2023 fundó PJMedia Group, una agencia especializada en consultoría musical, desarrollo artístico y marketing musical.

## Reconocimientos
Pineda ganó el Latin Grammy a Mejor Álbum de Música Cristiana por su trabajo como productor junto a Tom Brooks en el álbum "25 Años" del artista español Marcos Vidal en la entrega de los Latin Grammy del 2016.